# لوسيو لارا
لوسيو لارا (9 أبريل 1929–27 فبراير 2018) هو سياسي وثوري وفيزيائي ورياضياتي أنغولي ،كان رئيسًا لأنغولا بصفة مؤقتة من 11 سبتمبر 1979 حتى 20 سبتمبر 1979،وذلك بعد وفاة أغوستينيو نيتو،واستمر في المنصب حتى انتُخب جوزيه إدواردو دوس سانتوس رئيسًا للبلاد.